# Millersburg (Pennsilvània)
Millersburg és una població dels Estats Units a l'estat de Pennsilvània. Segons el cens del 2000 tenia 2.562 habitants.

## Demografia
Segons el cens del 2000, Millersburg tenia 2.562 habitants, 1.213 habitatges, i 695 famílies. La densitat de població era de 1.268,2 habitants/km².
Dels 1.213 habitatges en un 24,4% hi vivien nens de menys de 18 anys, en un 44% hi vivien parelles casades, en un 9,3% dones solteres, i en un 42,7% no eren unitats familiars. En el 37,8% dels habitatges hi vivien persones soles el 20,4% de les quals corresponia a persones de 65 anys o més que vivien soles. El nombre mitjà de persones vivint en cada habitatge era de 2,11 i el nombre mitjà de persones que vivien en cada família era de 2,78.
Per edats la població es repartia de la següent manera: un 20,6% tenia menys de 18 anys, un 9,2% entre 18 i 24, un 28,4% entre 25 i 44, un 20,6% de 45 a 60 i un 21,2% 65 anys o més.
L'edat mediana era de 39 anys. Per cada 100 dones de 18 o més anys hi havia 84,8 homes.
La renda mediana per habitatge era de 34.970 $ i la renda mediana per família de 44.327 $. Els homes tenien una renda mediana de 29.625 $ mentre que les dones 23.205 $. La renda per capita de la població era de 19.217 $. Entorn del 4,7% de les famílies i el 6,8% de la població estaven per davall del llindar de pobresa.

## Poblacions més properes
El següent diagrama mostra les poblacions més properes.